# Nickelvac
Nickelvac är handelsnamn för en familj kobolt–krom–nickel-legeringar. Proportionerna av ingående ämnen varierar typiskt mellan nedanstående ungefärliga gränser, men enstaka ämnen kan ibland avvika åtskilligt från här upptagna värden:
- kobolt 38 … 66 %
- krom 20 … 27 %
- nickel 8 … 22 %
- wolfram 0 … 15 %
- molybden 0 … 6 %
- järn 0 … 3 %
- mangan 0 … 1 %

I en del varianter av familjen kan även mindre mängder av följande ämnen förekomma i varierande omfattning:
- aluminium
- bor
- kisel
- kol
- fosfor
- svavel
- titan
- vanadin

Gaser som bildas vid svetsning av dessa legeringar kan vara hälsofarliga, men ämnena som sådana innebär inga hälsorisker.